# Bumadizone
Il bumadizone è un farmaco ad attività antinfiammatoria.

## Farmacocinetica
Dopo somministrazione orale il bumadizone viene rapidamente assorbito a livello intestinale e distribuito nell'organismo. La concentrazione riscontrabile nei tessuti infiammati è maggiore che nel resto dell'organismo. Da 30 a 60 minuti dopo la somministrazione orale la concentrazione massima viene raggiunta nel fegato, nei reni, nel cuore, milza, muscolo e cervello, il che ne indica una buona diffusione nei tessuti. I livelli plasmatici raggiungono un picco tra 1 e 6 ore dopo la somministrazione.
L'emivita plasmatica è di circa 7 ore..
Il farmaco viene eliminato con le urine e con le feci.

## Usi clinici
Il farmaco viene utilizzato nel trattamento di forme reumatiche acute e croniche, ed in particolare nella spondilite anchilosante e nella artrite reumatoide.

## Dosi terapeutiche
Bumadizone viene somministrato per via orale, in compresse, alla dose iniziale di 220 mg ogni otto ore.
Come per altri antinfiammatori è bene che le compresse siano assunte durante o dopo i pasti.
La dose di mantenimento è di 110 mg 2-3 volte al giorno.

## Controindicazioni
È controindicato in caso di scompenso cardiaco, epatopatie, nefrite cronica, emopatie, ulcere gastrointestinali antecedenti. In caso di elevato dosaggio o in presenza di edema si consiglia una dieta iposodica.

## Effetti collaterali
Il farmaco può causare disturbi gastrointestinali tra cui (gastralgia, nausea, diarrea), nonché ritenzione idrica, fenomeni allergici, leucopenia, trombocitopenia, anemia aplastica (rara) e, in casi eccezionali, ulcera gastrointestinale perforante.

## Gravidanza ed allattamento
Bumadizone non deve essere utilizzato durante la gravidanza, tranne che il medico non lo ritenga assolutamente essenziale.
In questo caso il suo utilizzo richiede una attenta e prudente valutazione dei potenziali benefici contro gli eventuali rischi per la madre ed il feto, in particolare nel primo e nel terzo trimestre di gravidanza. Il farmaco è stato rilevato nel latte materno, quindi è bene evitarne l'uso durante l'allattamento.